# 大伍頓的史密斯
《大伍頓的史密斯》（英語：Smith of Wootton Major）是英國作家J·R·R·托爾金創作的中篇小說，於1967年首度出版，也是托爾金生前出版的最後一部作品。其故事背景設定於中世紀，與中土大陸並無關連。

## 創作背景
托爾金在晚年時創作了《大伍頓的史密斯》，他將該作形容為「這是一本老人寫的書，等同於死前的預言」。迹象文学社成員羅傑·蘭斯林·葛林評論說：「這本書認為，探尋真義，即是切開皮球、找尋它彈跳的原因」。
學者柯林·杜瑞茲認為，故事中的鐵匠史密斯極可能是隱喻托爾金本人。